# Gabriele Tagliaventi
Gabriele Tagliaventi (Bologna, 29 settembre 1960) è un architetto e urbanista italiano, esponente del movimento per il Rinascimento Urbano e il New Urbanism.

## Biografia
Laureatosi in ingegneria (Istituto di Architettura e Urbanistica) all'Università di Bologna nel 1985, è stato ricercatore CNR presso la Technische Universität di Monaco di Baviera nel 1987-88 e Coordinatore del Programma dell'Unione Europea Medium-Size Cities dal 1993 al 1996.

Attualmente è professore di Architettura Tecnica presso il Dipartimento di Ingegneria dell'Università di Ferrara e direttore dei progetti di A Vision of Europe, nonché membro del Comitato direttivo di INTBAU.

## Attività

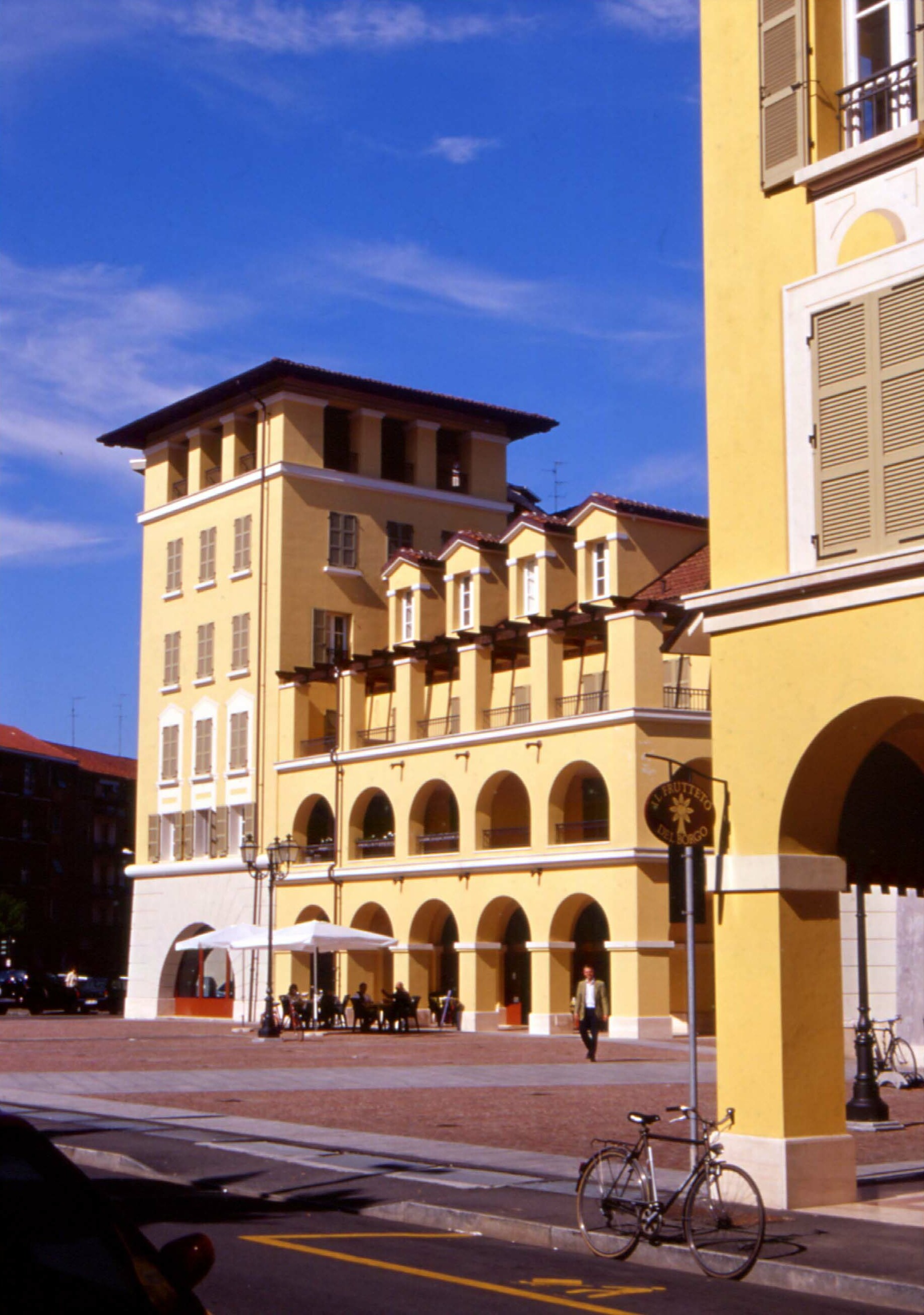
La piazza di accesso al Borgo Città Nuova di Alessandria, Italia

Si deve a Tagliaventi l'istituzione della Triennale Internazionale di Architettura e Urbanistica A Vision of Europe di Bologna. È curatore delle mostre itineranti di architettura e urbanistica che hanno contribuito a divulgare in Europa le tendenze eco-urbane ispirate al Libro Verde sull'Ambiente Urbano della Commissione Europea (Madrid, 1991).
Dal 1998 al 2009 è stato autore di progetti architettonici e urbanistici di varia natura in diverse città europee, sempre legati dai tratti riconoscibili del Rinascimento Urbano.
Negli anni 2000 si dedica alla divulgazione nel campo dell'architettura e della città. È vicedirettore della rivista A&C International.

## Premi e riconoscimenti
- International Competition for the Reconstruction of the Laeken Street in Bruxelles (1989)
- International Competition for the Reconstruction of the Marsham Street area in London (1996)
- ex aequo International Competition for the Reconstruction of the Warsaw City Core (1992)
- CNU Awards per il Quartier am Tacheles di Berlino coordinato da Andrés Duany ed Elizabeth Plater-Zyberk (2003)

## Progetti di architettura e urbanistica
- 1988–1990, progetto (con Ivo Tagliaventi) per la nuova Piazza della Repubblica di Zola Predosa, Bologna
- 1989, primo premio al Concorso Internazionale per la Ricostruzione di una Strada Storica di Bruxelles
- 1992, (con Liam O'Connor) primo premio (ex aequo) al Premio Internazionale per la Ricostruzione del Centro di Varsavia, Warsaw, Poland
- 1990–1995, due edifici residenziali-commerciali (Lotti 1A, 1B) nel centro storico di Bruxelles in Rue de Laeken
- 1989–1994, (con Ivo Tagliaventi) ricostruzione e sviluppo di un complesso urbano a destinazione mista in Bologna, Via Zanolini
- 1992–1994, (con Ivo Tagliaventi) progetto per il nuovo Day-Hospital di Zola Predosa, Bologna
- 1994–1995 project for the redevelopment of the Historic centre in Chinon, Francia
- 1995–1996, progetto per il nuovo centro culturale di Biarritz, Francia
- 1994–1996, progetto per lo sviluppo urbano di Rue Lecourbe e Rue Vaugirards a Parigi
- 1996, premio al Concorso Internazionale per lo University College of South Stockholm, organizzato dal Ministero dei Lavori Pubblici Svedese
- 1996, primo premio al Concorso Internazionale per lo sviluppo dell'area di Marsham Street a Londra, organizzato dal Ministero per l'Ambiente del Governo Britannico
- 1997, selezionato tra i sette finalisti al concorso internazionale per il New Centre for the Architecture and the City, organizzato dal Governo Belga
- 1995–2002, (con Leon Krier) nuovo centro per il Quartiere "Pista" ad Alessandria
- 1997–2002, (con Leon Krier) progetto per lo sviluppo di un isolato misto nel centro di Valenza
- 1998–1999, progetto per 2 town-houses a Bologna
- 1999, finalista al Concorso Internazionale per il nuovo campus della Louis Armstrong High School for the Arts (LAHSA), Lafayette, Louisiana
- 2001 progetto per la ricostruzione di 2 town-houses nel centro di Dresda – Quartier am Neumarkt
- 2000–2005 progetto per un gruppo di edifici a destinazione mista nel quartiere di Johannisviertel – Quartier am Tacheles, Berlino, Fundus Group, masterplan disegnato da DPZ
- 2002–2005 progetto per un isolato urbano residenziale, uffici, commercio e una scuola elementare nella nuova città di Piove di Sacco
- 2002–2007 masterplan per la riurbanizzazione di un'area nella periferia di Bologna e progetto per un nuovo quartiere urbano nell'area di Via della Pietra, Bologna
- 2002–2007 masterplan per un nuovo quartiere urbano nell'area di Viale Salvemini, Bologna
- 2002–2005 progetto per un complesso residenza, commercio, uffici nella città di Valenciennes, Francia
- 2004–2005 progetto per due isolati urbani a Val d'Europe, Francia per Disney Resort Paris
- 2005–2007 progetto per un nuovo villaggio residenziale a Bailly-Romainvilliers, Francia
- 2006–2007 progetto per un nuovo centro a Magny-le-Hongre, Francia

## Mostre internazionali di architettura e urbanistica
- 1992 a Bologna è il curatore della I Triennale di Architettura e Urbanistica A vision of Europe, inaugurata da H.R.H. The Prince of Wales il 29 settembre 1992 a San Giorgio in Poggiale, Bologna, Italy
- 1994 Esposizione Internazionale di Architettura "GARDEN CITIES-CITTA' GIARDINO" al British Cultural Centre di Bologna, Italy
- 1996 a Bologna è il curatore della II Triennale di Architettura e Urbanistica Urban Renaissance inaugurata da Carlo, principe di Galles il 22 marzo 1996
- 1996 Esposizione Internazionale di Architettura "URBAN RENAISSANCE-Rinascimento Urbano" allo United Nations Summit HABITAT II, Kabatas Cultural Centre, Istanbul, Turkey
- 1997 è il curatore della Esposizione Internazionale di Architettura e Urbanistica "Byens Rom" alla City Hall di Oslo, Norway
- 1997 è il curatore della Esposizione Internazionale di Architettura e Urbanistica "Urban Renaissance Urbaine" alla Foundation for the Architecture di Bruxelles, Belgium
- 1997 è il curatore della Esposizione Internazionale di Architettura e Urbanistica "Berpizkkunde Hiritarra/Renacimiento Urbano" al San Telmo Museum di San Sebastian, Spain
- 1998 è il curatore della Esposizione Internazionale di Architettura e Urbanistica "Renacimento Urbano" presso la National Direction of Historic Monuments, Praça do Comercio, Lisbon, EXPO 98
- 1999 è il curatore della Esposizione Internazionale di Architettura e Urbanistica "Die Wiedergeburt der Stadt" presso la Altes Stadthaus, Berlino
- 2000 è il curatore della III Triennale di Architettura e Urbanistica di "A Vision of Europe", dedicata a "L'Altra Modernità 1900–2000", a S. Giorgio in Poggiale, Bologna
- 2004 è il curatore della IV Triennale di Architettura e Urbanistica di "A Vision of Europe" dedicato a "New Civic Architecture. L'Alternativa Ecologica alla Sub-Urbanizzazione", presso S. Mattia, Bologna

## Opere
- A Vision of Europe, Alinea Ed., (Firenze, 1992)
- Garden Cities. A Century of Ideas, Projects, Experiences, Gangemi (Roma, 1994)
- Urban Renaissance, Grafis Ed. (Bologna, 1996)
- Tecniche e Tecnologie dell'Architettura tra Eclettismo e Storicismo, Alinea Editrice (Firenze, 1999)
- L'altra Modernità 1900-2000, Dogma Editrice (Savona, 2000)
- New Urbanism, A&C Documents N. 1, (Firenze, 2002)
- Architecture in the Age of Globalization, A&C Documents N. 2, (Firenze, 2003)
- Towards a New Urban Renaissance, A&C Documents N. 3, (Firenze, 2004)
- The Ecological Alternative to Sub-Urbanization, Alinea Editrice, (Firenze, 2004)
- From Slab-Urbia to the City, Alinea Editrice, (Firenze, 2006)
- Manuale di Architettura Urbana, Patron editore (Bologna, 2007)
- The Guide of Eco-Efficient Cities, Alinea Editrice (Firenze, 2009)